# Omloop Het Volk 2007
De Omloop Het Volk, een eendaagse wielerwedstrijd in België, was in 2007 de 62e editie voor de mannen en de 2e editie voor de vrouwen. 

## Mannen
De 62e editie, traditioneel de openingswedstrijd van het Belgische wielerseizoen, werd verreden op zaterdag 3 maart 2007 over 210 kilometer met start in Gent en aankomst in Lokeren. 
Het startschot werd gegeven door Schepen van Sport, Christophe Peeters (Open VLD). Er stond een strakke wind maar het bleef droog. Na de traditionele ontsnapping, acht koplopers: Johan Vansummeren, Gert Steegmans, Sébastien Rosseler, Sébastien Minard, Geoffroy Lequatre, Lorenzo Bernucci, Manuel Quinziato en Jeremy Hunt, liep alles terug samen in de finale. Er volgde diverse aanvallen. Bas Giling trok in de aanval op zo'n 35 kilometer van de aankomst. Drie kilometer verder trok Bert Roesems in de tegenaanval samen met Marco Zanotti. Op een kasseistrook moest Zanotti Roesems laten gaan en even later sloot Roesems aan bij Gilling. Achter de twee werd druk aangevallen. Op zo'n 23 kilometer van de aankomst moest Gilling lossen.
Vier kilometer verder viel Philippe Gilbert, de winnaar in 2006, op een lastige kasseistrook in de eerste achtervolgende groep. Op datzelfde stuk versnelde Tom Boonen in het peloton. Juan Antonio Flecha was de enige die in eerste instantie meekon. Later sloten er meer renners aan. Die groep reed naar de eerste achtervolgers. Roesems had op dat moment nog altijd een voorsprong van acht seconden. Met veertien en halve kilometer te gaan, kwamen Steven de Jongh, Gorik Gardeyn, Flecha en Stuart O'Grady aansluiten bij Roesems, waarna het stilviel en er versnelling van O'Grady volgde. Flecha reageerde even later en sloot aan bij O'Grady. Een kleine twee kilometer verder trachtte Boonen de kloof nog te dichten, maar slaagde daar niet in. Hij kreeg daarna het gezelschap van Baden Cooke, Nick Nuyens en Filippo Pozzato, die toen net uit de greep van het peloton wisten te blijven.
De twee koplopers hadden op dat moment acht seconden voorsprong. Met nog twee kilometer te gaan hadden de twee een voorsprong uitgebouwd van zestien seconden op de eerste achtervolgers en 39 seconden op het peloton. Terwijl Cooke net voor in het ingaan van de laatste kilometer moest lossen, werd het voorin plots spannend. Met nog een kilometer te gaan hadden de twee koplopers nog maar negen seconden voorsprong en die voorsprong slonk snel. Nuyens trachtte de sprong te maken naar de twee. Toen hij bijna wist aan te sluiten, kwam van achter de ontketende Pozzato opzetten. Hij ging op en over de anderen heen. De Italiaan won met kleine voorsprong de wedstrijd voor de Spanjaard Flecha en de Belg Boonen. Eerste Nederlander werd Stefan van Dijk op een achtste plaats.

### Hellingen
De 10 hellingen gerangschikt op voorkomen op het parcours.
| 1. Kattenberg 2. Oude Kwaremont 3. Hotondberg 4. Pottelberg 5. Muur-Kapelmuur | 6. Valkenberg 7. Eikenberg 8. Leberg 9. Berendries 10. Molenberg |

### Uitslag
| Rang | Renner              | Ploeg                | Tijd     |
| ---- | ------------------- | -------------------- | -------- |
| 1    | Filippo Pozzato     | Liquigas             | 4u59'04" |
| 2    | Juan Antonio Flecha | Rabobank             | op 1"    |
| 3    | Tom Boonen          | Quickstep-Innergetic | z.t.     |
| 4    | Nick Nuyens         | Cofidis              | z.t.     |
| 5    | Stuart O'Grady      | Team CSC             | z.t.     |
| 6    | Baden Cooke         | Unibet.com           | op 30"   |
| 7    | Gorik Gardeyn       | Unibet.com           | op 39"   |
| 8    | Stefan van Dijk     | Team Wiesenhof       | z.t.     |
| 9    | Robbie McEwen       | Predictor-Lotto      | z.t.     |
| 10   | Steven de Jongh     | Quickstep-Innergetic | z.t.     |

## Vrouwen
In 2007 werd de 2e editie verreden op zondag 18 maart van Deerlijk naar Deinze over 127 kilometer met 165 starttende rensters waarvan 68 de finishlijn passeerden.

### Uitslag
| Rang | Renner            | Ploeg                           | Tijd     |
| ---- | ----------------- | ------------------------------- | -------- |
| 1    | Mie Bekker Lacota | Team Flexpoint                  | 3u27'05" |
| 2    | Monica Holler     |                                 | z.t.     |
| 3    | Jacolien Wallaard | Vrienden van het Platteland     | z.t.     |
| 4    | Élodie Touffet    | Menikini - Selle Italia - Gysko | z.t.     |
| 5    | Liesbet De Vocht  | Lotto-Belisol Ladiesteam        | z.t.     |
| 6    | Ellen van Dijk    | Vrienden van het Platteland     | z.t.     |
| 7    | Kathleen Sterckx  | AA Drink Cycling Team           | z.t.     |
| 8    | Andrea Thürig     |                                 | z.t.     |
| 9    | Loes Gunnewijk    | Team Flexpoint                  | z.t.     |
| 10   | Kirsten Wild      | AA Drink Cycling Team           | op 19"   |

1945 · 1946 · 1947 · 1948 · 1949 · 1950 · 1951 · 1952 · 1953 · 1954 · 1955 · 1956 · 1957 · 1958 · 1959 · 1960 · 1961 · 1962 · 1963 · 1964 · 1965 · 1966 · 1967 · 1968 · 1969 · 1970 · 1971 · 1972 · 1973 · 1974 · 1975 · 1976 · 1977 · 1978 · 1979 · 1980 · 1981 · 1982 · 1983 · 1984 · 1985 · 1986 · 1987 · 1988 · 1989 · 1990 · 1991 · 1992 · 1993 · 1994 · 1995 · 1996 · 1997 · 1998 · 1999 · 2000 · 2001 · 2002 · 2003 · 2004 · 2005 · 2006 · 2007 · 2008 · 2009 · 2010 · 2011 · 2012 · 2013 · 2014 · 2015 · 2016 · 2017 · 2018 · 2019 · 2020 · 2021 · 2022 · 2023 · 2024 · 2025